# 住友奔別炭鉱
住友奔別炭鉱（すみともぽんべつたんこう）は、北海道三笠市奔別町260にかつてあった炭坑。
1900年（明治33年）に奈良炭鉱として開鉱、1928年（昭和3年）に住友坂炭鉱に売却された後、1930年（昭和5年）に住友炭鉱に経営移譲。1971年（昭和46年）まで操業され、累計2650万トンの石炭が採掘された。
住友奔別炭鉱立坑は深部の総合開発のため、ドイツGHH社から技術導入を行い三菱造船が製作した立坑で、1960年（昭和35年）から操業を開始した。立坑櫓の高さは約51m、深さは約735m、内径は約6mで、当時は東洋一の立坑と呼ばれた。捲上深度650m、掘削深度735m。スキップ･ケージ巻揚げ方式で、鉱員、石炭、ズリ、機械などを同時に運搬できる国内初の最新システムが採用され、「100年採炭できる」と謳われたが、立坑密閉作業中に死傷者を出す爆発事故が発生。1971年（昭和46年）10月25日に閉山した。

## 沿革
- 1880年（明治13年） - 開拓使御用掛が、奔別の炭層を発見し測量。
- 1900年（明治33年） - 川口・岩井沢の二坑が開抗。
- 1911年（明治44年） - 奔別炭砿株式会社を設立。取締役社長は佐々木慎思朗。
- 1912年（大正元年） - 山下鉱業株式会社の経営に移転。
- 1924年（大正13年） - 北海道鉱業株式会社を組織し事業を継続。
- 1928年（昭和3年） - 北海道鉱業は270万程度で住友に譲り、住友炭砿株式会社となる。
- 1946年（昭和21年） - 井華鉱業株式会社に変更。
- 1952年（昭和27年） - 社名を住友石炭鉱業株式会社奔別鉱砿業所とする。
- 1953年（昭和28年） - 厚生年金還元融資制度が設けられる。
- 1956年（昭和31年） - 奔別弥生両砿の統合及び深部開発のため立坑開さくに着手。
- 1960年（昭和35年） - 坑内外諸施設の諸工事を進め6月竣工。立坑は8月に操業開始。10月奔別弥生砿統合。
- 1966年（昭和41年） - 11月1日、午前2時45分ころガスによる事故が発生。作業中の職員3名、鉱員13名が死亡。鉱員4名が重軽傷を負う。
- 1971年（昭和46年）
  - 住友本社より閉山が通告される。
  - 10月10日ガス突出事故、出炭量の維持が困難となり全面閉山が決まる。
  - 10月26日、第5回奔別労働組合全日大会で閉山が承認される（25日付で閉山）。

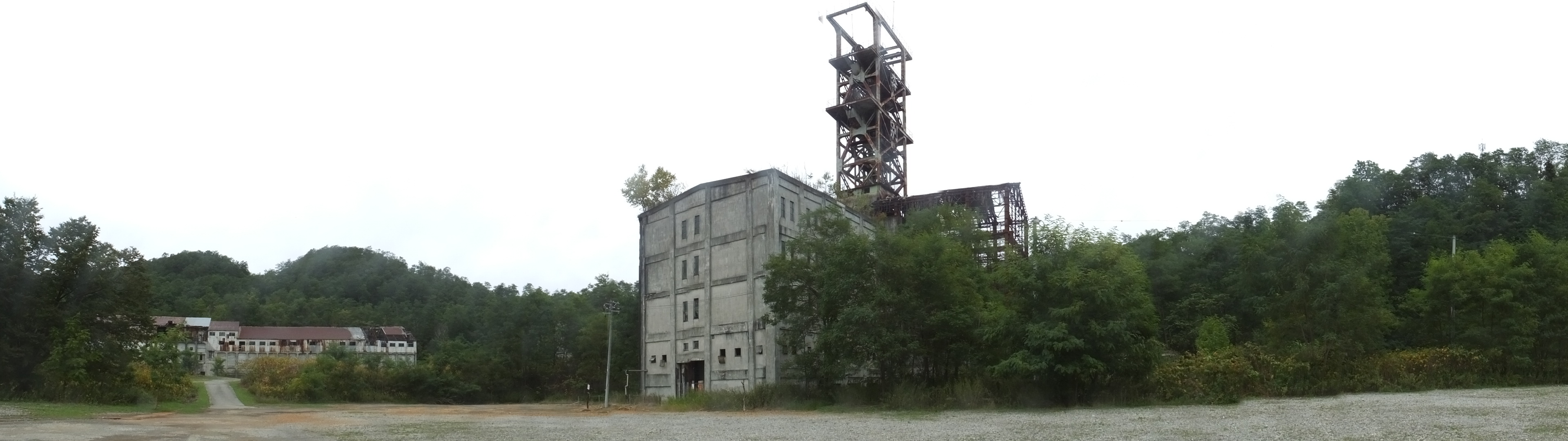
住友奔別炭鉱全景

[出典]

## 交通アクセス
- 公共交通機関

JR函館本線「岩見沢駅」下車。中央バス「岩見沢ターミナル」（三笠線）から「幾春別4丁目」下車、徒歩約10分。
- 自動車

道央自動車道「三笠インターチェンジ」下車。道道116号岩見沢三笠線を三笠・桂沢方面へ（三笠インターチェンジから約20分）。

## その他
- 敷地外から外観のみ見学・撮影可能。敷地内の見学は所有者等の許可が必要[4]。
- 日本を代表する現代美術家・川俣正の出身地であり、現地で美術プロジェクトを立ち上げている[6]。
- 1989年には本炭鉱跡地を用い全天候ドーム型の競艇場建設案が検討されていたが[7]、1991年に計画中止となっている[8]。

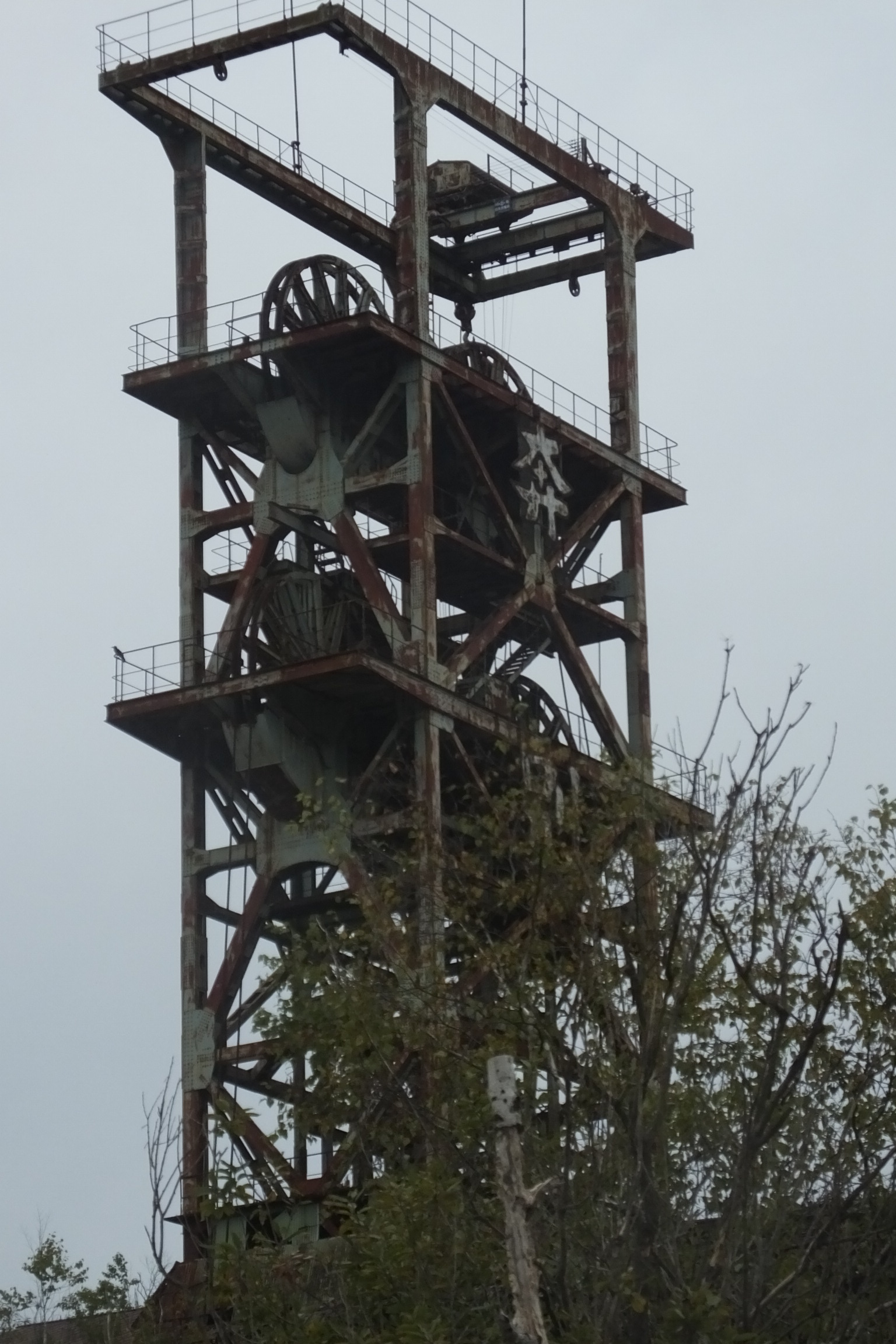
旧奔別炭鉱立坑櫓
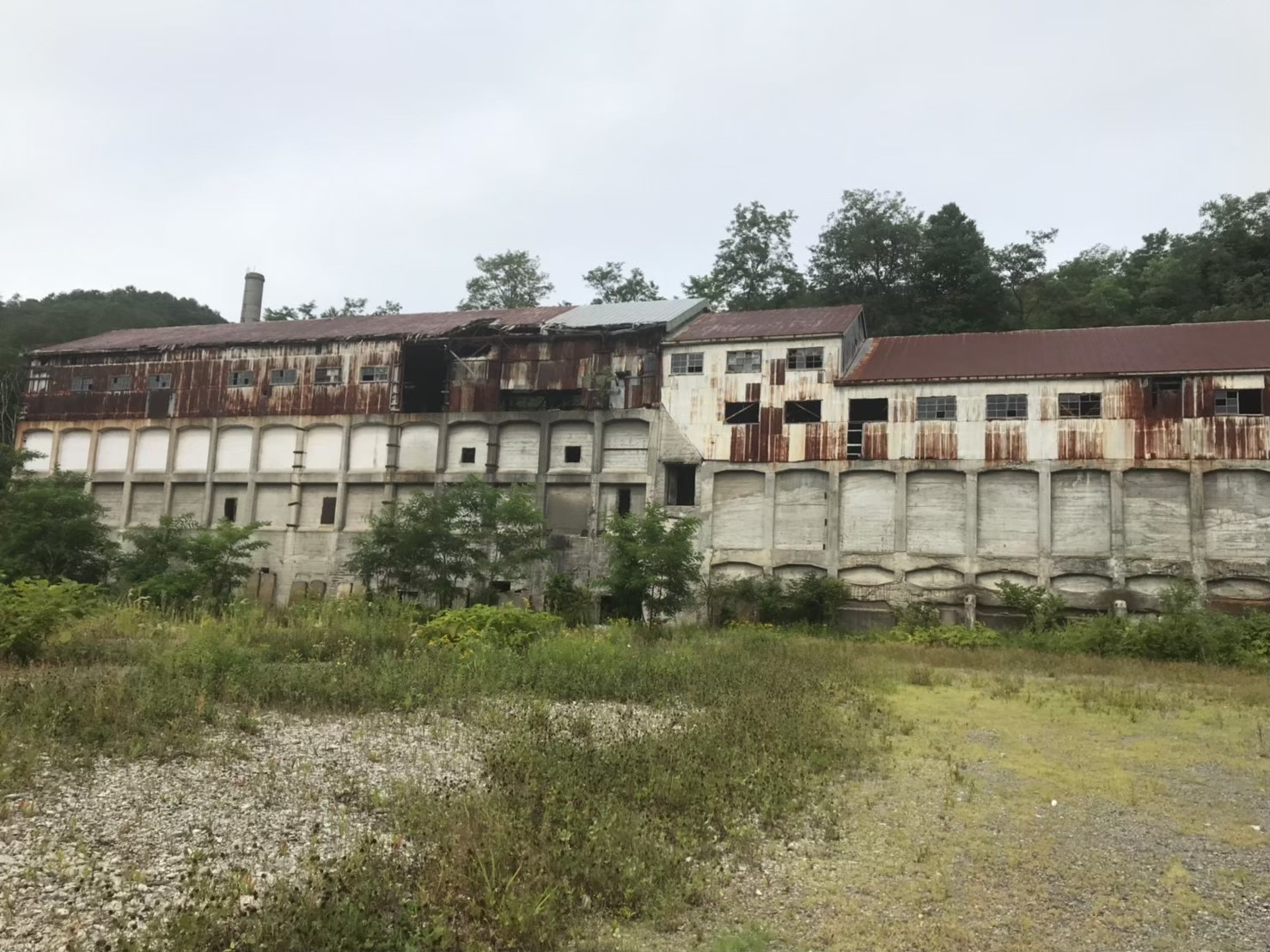
住友奔別炭鉱 選炭施設
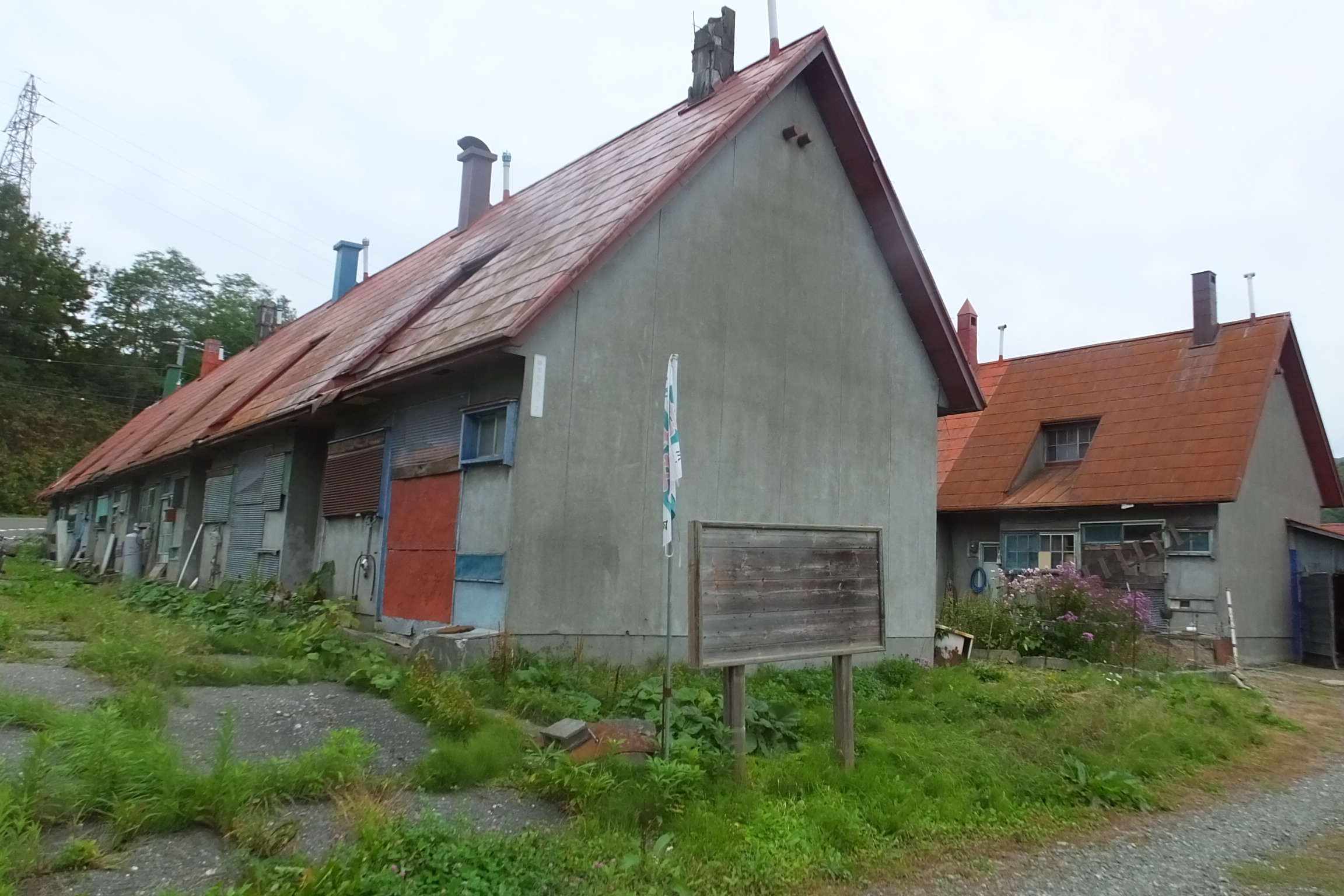
住友奔別炭鉱 炭住宅